# Muhammad Haiqal Hanafi
Muhammad Haiqal Hanafi  (* 29. April 1999) ist ein malaysischer Leichtathlet, der sich auf den Sprint spezialisiert hat.

## Sportliche Laufbahn
Erste internationale Erfahrungen sammelte Muhammad Haiqal Hanafi bei den Juniorenasienmeisterschaften 2016 in der Ho-Chi-Minh-Stadt, bei denen er im 200-Meter-Lauf das Halbfinale erreichte und mit der malaysischen 4-mal-100-Meter-Staffel in 39,91 s die Silbermedaille hinter der Mannschaft aus Taiwan gewann. 2018 nahm er erneut an den Juniorenasienmeisterschaften in Gifu teil, schied diesmal über 100 Meter in der ersten Runde aus und wurde über 200 Meter in 21,71 s Achter. Zudem wurde er mit der Staffel im Finale disqualifiziert. Ende August nahm er mit der Staffel an den Asienspielen in Jakarta teil, kam dort im Vorlauf zum Einsatz und die Staffel wurde im Finale disqualifiziert. 2019 siegte er bei den Südostasienspielen in Capas in 10,35 s über 100 Meter und sicherte sich mit der Staffel in 39,78 s die Silbermedaille hinter Thailand. 2022 gewann er dann bei den Südostasienspielen in Hanoi mit 39,09 s die Silbermedaille mit der Staffel hinter Thailand. Im August schied er bei den Islamic Solidarity Games mit 10,46 s im Halbfinale über 100 Meter aus und belegte mit der Staffel in 39,46 s den sechsten Platz. Im Jahr darauf gewann er bei den Südostasienspielen in Phnom Penh in 10,45 s die Bronzemedaille über 100 Meter hinter dem Thailänder Soraoat Dapbang und Marc Brian Louis aus Singapur.
2019 wurde Hanafi malaysischer Meister im 100- und 200-Meter-Lauf sowie 2022 über 100 Meter.

## Persönliche Bestleistungen
- 100 Meter: 10,35 s (−0,1 m/s), 8. Dezember 2019 in Capas
- 200 Meter: 21,18 s (+0,1 m/s), 18. September 2022 in Kuala Lumpur